# 산루이스 데 키요타
산루이스 데 키요타(San Luis de Quillota)는 칠레에 위치한 키요타를 연고로 하는 축구팀이다. 이 팀은 1919년에 창단하였다.

## 선수 명단

### 현역
- 움베르토 수아조(2003, 2023 ~ )
- 곤잘로 산체스

## 역대 감독
| 감독            | 임기 |
| --------------- | ---- |
| 플러트코 페렌츠 | 1965 |